# 해리 스타일스
해리 에드워드 스타일스(Harry Edward Styles, 1994년 2월 1일 ~ )은 잉글랜드의 가수, 배우이다. 보이 그룹 원 디렉션의 멤버이기도 하다.

## 음반 목록

### 솔로 앨범
- Harry Styles (2017)
- Fine Line (2019)
- Harry's House (2022)

## 출연 작품

### 영화
- 2017년 덩케르크 - 알렉스 역
- 2021년 이터널스 - 스타폭스 역
- 2022년 돈 워리 달링 - 잭 역
- 2022년 나의 경찰관 - 톰 버지스 역